# Puntius pookodensis
 Puntius pookodensis és una espècie de peix cipriniforme de la família dels ciprínids.